# Schulmuseum Bozen
Das Schulmuseum Bozen (italienisch Museo della Scuola di Bolzano) ist ein Museum zur schulpädagogischen Entwicklungsgeschichte in Bozen (Südtirol). Sein Standort ist seit 2015 das sogenannte Lamplhaus (Lammwirtshaus) im Bozner Stadtteil Rentsch.
Erste Anfänge des Museums gehen auf das Jahr 1995 zurück, als auf Initiative der früheren Schulstadträtin Ingeborg Bauer-Polo ein Schulmuseum in der ehemaligen Kaiserin-Elisabeth-Schule eingerichtet wurde. Es war zugleich das einzige seiner Art in Italien.
Aus Gründen der Raumnot und nach einer kurzen Schließphase des Museums wurde nach entsprechenden Vorarbeiten im Februar 2015 das neu konzipierte Schulmuseum Bozen im historischen Lammwirtshaus (auch: Könighof, Ansitz Windegg) eröffnet. Der spätrenaissancezeitliche, vom 16. bis zum 17. Jahrhundert im Überetscher Stil erbaute Ansitz war 2010 von der Stadt Bozen umfassend renoviert und für museumsdidaktische Zwecke adaptiert worden.
Im Museum sieht man einen der historischen Unterrichtsräume, in dem ab 1885 Grundschulunterricht erteilt wurde, ehe 1928 hinter dem Lamplhaus die neue Karl-Felix-Wolff-Schule errichtet wurde.
Im Museum sind Wandrollbilder, Schulbücher und -hefte, Leselerntafeln, Lernbehelfe und präparierte Tiere als Unterrichtsmittel der früheren Zeit zu sehen. Auch wird die Geschichte der verschiedenen Bozener Schulstandorte interaktiv aufbereitet.
Ein eigener Raum ist dem Turnunterricht gewidmet, während der alte Klassenraum mit originalem Schulmobiliar des frühen 20. Jahrhunderts ausgestattet ist.
Die Besonderheit des Museums besteht darin, dass es – beginnend mit den Schulreformen von Kaiserin Maria Theresia im Jahr 1774 – sowohl deutsch- wie italienischsprachige Schultraditionen darstellt. Für das 20. Jahrhundert werden daher auch die geheime Katakombenschule und das einst für jüdische Schüler eingerichtete Alpine Schulheim am Vigiljoch dokumentiert.